# Academia de Poliție „Alexandru Ioan Cuza”
Pentru alte utilizări ale numelui propriu Alexandru Ioan Cuza, cu varietatea Cuza Vodă, a se vedea paginile de Alexandru Ioan Cuza (dezambiguizare) și Cuza Vodă (dezambiguizare).
Academia de Poliție „Alexandru Ioan Cuza” este o instituție de învățământ superior din București, înființată în 1991, care are ca scop pregătirea cadrelor de menținere a ordinii publice la nivel de instituție de învățământ superior. Conform HG 294/2007 , art. 3 (1) Academia formează ofițeri și arhiviști pentru asigurarea nevoilor de personal ale MAI, care este beneficiar determinat principal al procesului formativ desfășurat în instituția de învățământ superior.(2) Prin organizarea în Academie a studiilor universitare în domeniile și la specializările propuse de MAI și aprobate conform legii se asigură identitatea profesiilor de polițist, polițist de frontieră, jandarm, pompier și arhivist, inclusiv sub aspectul formării necesare personalului menționat.

## Istoric
Academia este „urmașa” directă a unei instituții de stat, „Școala de ofițeri de miliție din București”, înființată în anul 1949, precum reiese din propria lor prezentare. 
- 1951- 1953 Școala Centrală de Ofițeri Miliție din București
- 1953 (aprilie) Școala Pregătitoare Ofițeri Miliție București
- 1953 (iunie) - 1957 Școala Ministerului Securității Statului nr. 7 București
- 1957-1960  școala M.A.I. nr. 2 București
- 1960-1962 Centrul Școlar M.A.I.
- 1962-1972 Școala Militară de Ofițeri M.A.I.
- 1972- 1990 Școala Militară de Ofițeri a Ministerului de Interne
- 1990-1991- Școala Militară Superioară de Ofițeri a Ministerului de Interne

Academia a fost înființată în 1991, ca urmare o noilor necesități pe plan intern și a altor condiții de funcționare a aplicării legilor și normelor de păstrare a ordinii publice în România post-decembristă.

## Scurtă descriere
Instituția se află în subordinea Ministerul Afacerilor Interne și are următoarele facultăți la care oferă studii de licență: Facultatea de Poliție (cu 6 departamente: Ordine și siguranță publică, Poliție judiciară, Drept public, Drept privat, Stiințe comportamentale și științe socio umaniste, Educatie fizică și pregătire militară) și Facultatea de Pompieri (inginer sau ofițer). De asemenea exista si CNAI (Colegiul National de Afaceri Interne).
În august 2018, instituția avea circa 2.000 de studenți pentru programul studii de licență.

## Lista facultăților
| Facultate              | Domeniu de licență                             | Program de studii universitare de licență | Specialitatea                            | Forma de învățământ | Durata studiilor | Total locuri |
| ---------------------- | ---------------------------------------------- | ----------------------------------------- | ---------------------------------------- | ------------------- | ---------------- | ------------ |
| Facultatea de Poliție  | Științe militare, informații și ordine publică | Ordine și siguranță publică               | poliție                                  | IF                  | 3 ani            | 300          |
| Facultatea de Poliție  | Științe militare, informații și ordine publică | Ordine și siguranță publică               | poliție de frontieră                     | IF                  | 3 ani            | 70           |
| Facultatea de Poliție  | Științe militare, informații și ordine publică | Ordine și siguranță publică               | jandarmi                                 | IF                  | 3 ani            | 60           |
| Facultatea de Poliție  | Științe militare, informații și ordine publică | Ordine și siguranță publică               | poliție, poliție de frontieră, jandarmi  | IFR                 | 4 ani            | 50           |
| Facultatea de Poliție  | Drept                                          | Drept                                     | poliție, poliție de frontieră, jandarmi  | IF                  | 4 ani            | 125          |
| Facultatea de Poliție  | Drept                                          | Drept                                     | poliție, poliție de frontieră, jandarmi  | ID                  | 4 ani            | 100          |
| Facultatea de Pompieri | Ingineria instalațiilor                        | Instalații pentru construcții – pompieri  | Instalații pentru construcții – pompieri | IF                  | 4 ani            | 50           |
| Total general          | Total general                                  | Total general                             | Total general                            | Total general       | Total general    | 755          |

## Controverse
În luna octombrie 2020, Ministrul Educației, a anunțat că a retras acreditarea școlilor doctorale „Drept” și „Ordine Publică și Siguranță Națională” din cadrul Academiei de Poliție Alexandru Ioan Cuza București. Decizia a fost luată ca urmare a recomandărilor Consiliului de Etică și Management Universitar și a numeroaselor semnalelor publice de alarmă cu privire la situația școlilor doctorale din cadrul instituției.
În luna mai 2021, cele două școli doctorale din cadrul Academiei de Poliție „Alexandru Ioan Cuza” au fost desființate.